# المعجم الطبي الموحد
المعجم الطبي الموحد (بالإنجليزية: Unified Medical Dictionary)‏ اختصاراً UMD، هو معجم طبي متعدِّد اللغات ضمن مشروع لإنشاء منظومة مصطلحات وتوحيدها من أجل تعريب العلوم الطبية والصحية.، أصدر اتحاد الأطباء العرب الطبعة الأولى منه في 1973، في بغداد، العراق، لتلبية احتياجات ملحَّة في البلدان العربية تستدعي توحيد المصطلحات الطبية. ثم عُهِدَ إلى منظمة الصحة العالمية أن تعنى بالطبعة الثالثة بسنة 1983 وبصيانة المعجم وتطويره، وساهم في ذلك أيضاً مساهمة قيمة كل من مجلس وزراء الصحة العرب، واتحاد الأطباء العرب، والمنظمة العربية للتربية والثقافة والعلوم (الألكسو)، فأنشئت لجنة العمل الخاصة بالمصطلحات الطبية العربية في المكتب الإقليمي لمنظمة الصحة العالمية لشرق المتوسط التي أكملت جمع المصطلحات الطبية والتحقق منها وإضافتها إلى المعجم، وتلقي آراء وملاحظات الخبراء والأساتذة المدرسين في كليات الطب في جميع أرجاء البلدان العربية، كما استعانت اللجنة بالمصطلحات التي حظيت بموافقة مجامع اللغة العربية في القاهرة ودمشق وعمّان وبغداد.

## نبذة تاريخية
بدأ كمبادرة من اتحاد الأطباء العرب في 1966 برعاية من المكتب الإقليمي لشرق المتوسط لمنظمة الصحة العالمية، حيث تم تشكيل لجنة العمل الخاصة بالمصطلحات الطبية العربية ، ويعمل الأستاذ الدكتور محمد هيثم الخياط مقرراً لها منذ تأسيسها. وساهم في إعداد الطبعة الأولى الأستاذ الدكتور أحمد عبد الستار الجواري، ورأس تحرير الطبعة الأولى الأستاذ الدكتور محمود الجليلي. وكان أعضاء لجنة العمل الخاصة بالمصطلحات الطبية العربية:
- الدكتور جميل عبد الحميد عانوتي، لبنان ( مدير عام الصحّة في وزارة الصحة العامة في لبنان بين عامي 1955-1973)
- الدكتور حسني بن يحيى سَبَح[4]، سورية
- الدكتور سعيد شيبان، الجزائر (وهو أستاذ طب العيون[5] ووزير الشؤون الدينية والاوقاف السابق في حكومة مولود حمروش)
- الدكتور الصديق الجدِّي، تونس
- الدكتور عادل حسين لطفي، مصر (مؤسس قسم جراحة الأطفال بكلية طب القاهرة). الدكتور عبداللطيف البدري، العراق
- الدكتور عبد اللطيف بنشقرون، المغرب (طبيب جراحة المسالك البولية والأستاذ بجامعة الملك محمد الخامس بالرباط).
- الدكتور محمد أحمد سليمان، مصر
- الدكتور محمد هيثم الخياط، سورية
- الدكتور محمود أمين الجليلي، العراق (مؤسس ورئيس جامعة الموصل سابقاً[6][7])
- الدكتور مروان المحاسني، سورية (طبيب جراح ورئيس مجمع اللغة العربية بدمشق سابقاً)

## الطبعات الورقية
صدرت ثلاث طبعات ورقية للمعجم:

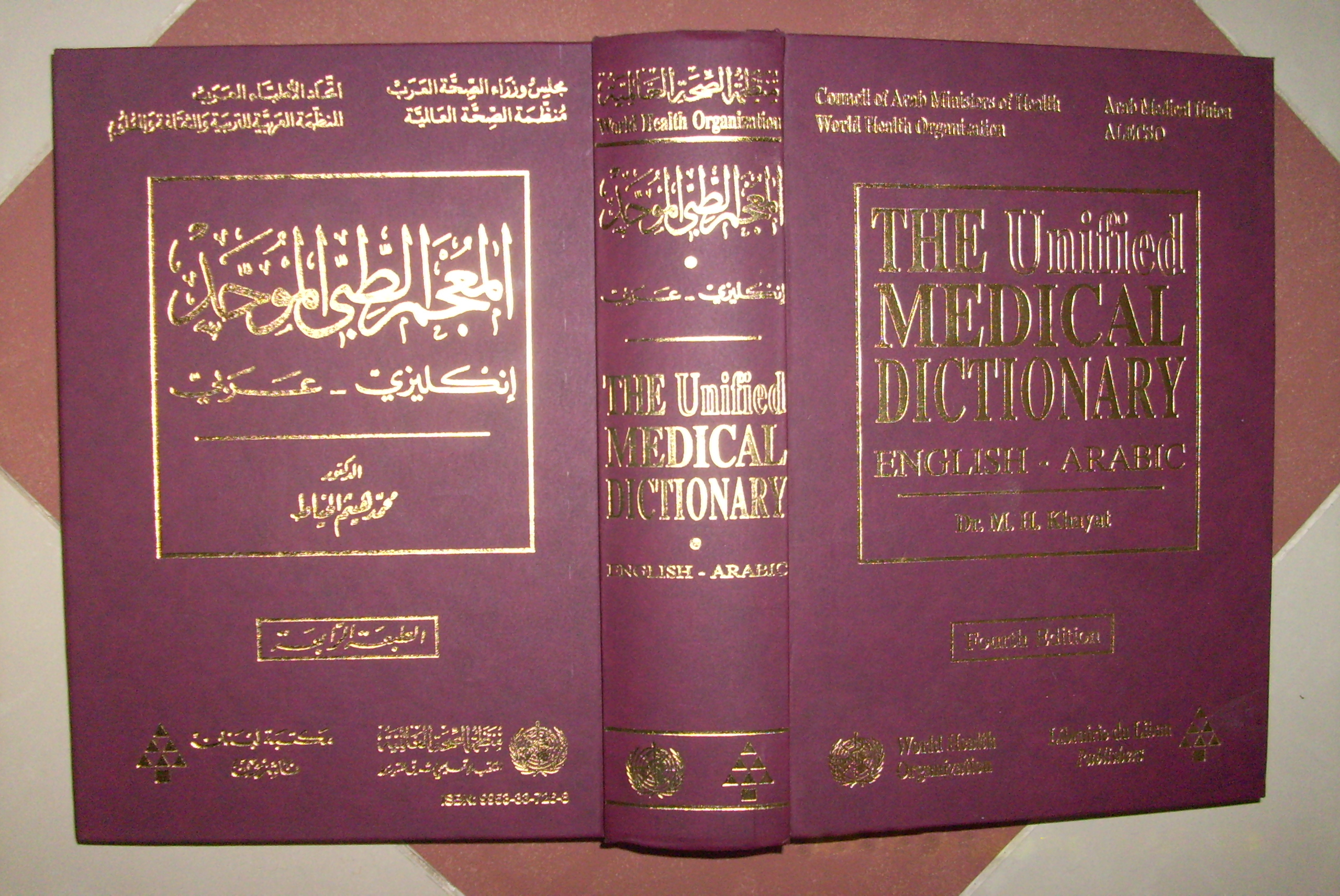
المعجم الطبي الموحد

- الطبعة الأولى: 1973 من مطبعة المجمع العراقي في بغداد، وأعيدت طباعتها في القاهرة في 1977
- الطبعة الثانية: 1978، مطبعة جامعة الموصل، العراق.
- الطبعة الثالثة: 1983، ميدليفانت، سويسرا (إنكليزي – عربي – فرنسي).
- الطبعة الرابعة: 2006، 2009[3]، بيروت.

## الإصدارات الإلكترونية
- عددٌ من الإصدارات التجريبية للطبعة الرابعة (1996 وما بعدها)، تعمل في نظام تشغيل DOS.
- الإصدارة لنظام تشغيل ويندوز-98 على قرص مضغوط: 1996، مبرمجة في Visual BASIC، مع تخزين المعجم في ملف MS-Access، ولم يكن محتواها يختلف بشكل ملحوظ عن الطبعة الورقية الثالثة، كما أنها لم تكن تعمل تحت ويندوز XP.
- الإصدارة النهائية للطبعة الرابعة على قرص مضغوط 2001، وتحوي نحو 150,000 مصطلح تقع في نحو تسعين معجماً فرعياً متخصصاً يجري البحث فيها جميعها أو حسب التخصص، ويحوي المصطلحات بالإنكليزية والعربية والفرنسية ويترجم بينها.
- المعجم الطبي الموحد على الإنترنت: يتيح البحث عن المصطلحات وترجمتها من الإنكليزية إلى العربية وبالعكس، وفيه أكثر من 160,000 مصطلح (بعضها متكرر بفروق طفيفة في الترجمات).

الإصدارات الإلكترونية للمعجم مجانية، يمكن طلب نسخة من المكتب الإقليمي، ويُسمَح بنسخها وتوزيعها.

## تطوير المعجم
ساهم أطباء وأساتذة لا يُحصَون من مختلف بلدان الوطن العربي في تطوير المعجم الموحد منذ نشوء الفكرة في الستينات وحتى يومنا. أجرى المكتب الإقليمي لشرق المتوسط في نهاية آب 2003 الحلقة العملية الأولى لتعريب العلوم الطبية والصحية في مقره في القاهرة، تشكلت خلالها شبكة AHSN لتعريب العلوم الصحية، ويشارك أعضاؤها في إغناء المعاجم التخصصية ووضع شروح للمصطلحات. ويُفترض التوسّع في الإصدارة الإلكترونية الرابعة للمعجم ليشمل شروح كافة المصطلحات الواردة فيه، إضافةً إلى صور ولوحات توضيحية.

## وصلات خارجية
- صفحة المعجم الطبي الموحد (يجب السماح بـcookies كي يعمل البحث).
- نسخة إلكترونية المكتب الإقليمي لشرق المتوسط، منظمة الصحة العالمية